# Kyrkbytjärnen (Los socken, Hälsingland)
Kyrkbytjärnen är en sjö i Ljusdals kommun i Hälsingland och ingår i Ljusnans huvudavrinningsområde. Sjön är 4,4 meter djup, har en yta på 0,19 kvadratkilometer och är belägen 392,1 meter över havet.

## Delavrinningsområde
Kyrkbytjärnen ingår i det delavrinningsområde (684598-146611) som SMHI kallar för Utloppet av Kyrkbytjärnen. Medelhöjden är 404 meter över havet och ytan är 1,89 kvadratkilometer. Det finns inga avrinningsområden uppströms utan avrinningsområdet är högsta punkten. Vattendraget som avvattnar avrinningsområdet har biflödesordning 4, vilket innebär att vattnet flödar genom totalt 4 vattendrag innan det når havet efter 181 kilometer. Avrinningsområdet består mestadels av skog (69 procent). Avrinningsområdet har 0,19 kvadratkilometer vattenytor vilket ger det en sjöprocent på 9,8 procent. Bebyggelsen i området täcker en yta av 0,24 kvadratkilometer eller 13 procent av avrinningsområdet.